# Чума раків
Чума́ ра́ків (Krebspest) — інфекційне захворювання раків, спричинене ооміцетом Aphanomyces astaci. Може проявлятися у формі епізоотій і панзоотій, що викликає масове вимирання раків (Astacus fluviatilis — річкового рака, Astacus leptodactylus — довгопалого рака, Astacus astacus — широкопалого рака).

## Історія
Появу цієї епідемії в Європі відносять до 1860—1865 рр., коли, ймовірно, вперше зареєстровано було масове вимирання раків у Ломбардії. Наприкінці 1860-х чума поширилася у водоймах Бельгії та Франції, а в 1878—1880 рр. — раки майже зовсім вимерли у водах Бадена, Вюртемберга та Баварії аж до Верхньої Австрії. Біля того ж приблизно часу вимирання раків зареєстровано було в Середній і Північній Німеччині, в Мекленбургу та Саксонії; в 1881—1883 рр. зник знаменитий в гастрономічному відношенні Одерський рак.
1884 р. чума раків пройшла річкою Вісла і в 1892 році поширилася в польській Мазурії. Епідемія на деякий час призупиняла розповсюдження біля східного кордону Німеччини, але в різних її частинах, як, наприклад, в Мекленбурзі, Бранденбурзі і Західної Пруссії спостерігалася спорадично і в пізніші роки (1896 р.). У Російській імперії чума раків з'явилася, ймовірно, 1892 р., що збігається з роком, коли ця епідемія поширилася у водах Мазурії. За одиничним вказівок, мор раків спостерігався в межах Росії ще значно раніше (в 1878 р.) в гирлах Дунаю і в деяких його нижніх припливах, але, мабуть, в останньому випадку вимирання раків було викликано іншими причинами і, між іншим — забрудненням вод копальневими стоками з сусідніх шахт.
Переважна кількість запитаних з цього приводу кореспондентів вказують на 1892 р. — як рік, коли чума раків з'явилася в Росії вперше і, за випадковим збігом обставин, майже всі схильні приурочувати цю епідемію до холерної епідемії 1892 р. Вельми дивним є факт, що в Росії чуму раків якось відразу розкидало протягом одного року (1892—1893) з таких віддалених один від одного районах, як Привіслянський, Дніпровський, Волзький і Північно-Озерний, тоді як у Західній Європі ця епідемія поширювалася зі значно поступовістю. Крім того, кілька нез'ясованих є, чому ця епідемія знайшла для себе такий сприятливий ґрунт в Росії, де, порівняно із Західною Європою, забруднення вод фабричними відходами, яка обумовлює виникнення вогнищ, в тому числі й патогенних бактерій, можна вважати ще поки нікчемним. За відомостями, зібраними департаментом землеробства та Імператорським російським суспільством рибництва та рибальства (до 702 кореспонденцій), чума раків зареєстрована більш-менш достовірно — 1892 р. — для Бесарабської губернії (гирла Дунаю) і для Поволжя (Самарська губернія); в 1893—1894 рр. — для Дніпровського району, де вона, почавши з лиманів і низин Дніпра, рухалася поступово вгору за течією — в тому ж 1893 р. — для Приозерної області (річка Свір, Онезьке, Ладозьке та ін озера); в 1896 р. — для басейнів річок Дону і Західної Двіни. Як у басейні Дніпра, так і в багатьох інших місцях раки гинули іноді одразу у такій великій кількості, що заражали повітря страшним смородом і їх доводилося закопувати в землю.
Іноді зачумлені раки виповзали у величезній кількості на берег і масово гинули на суші. Про басейн річки Вісли, на жаль, не є ніяких відомостей, а між тим цей прикордонний басейн є особливо цікавим у справі з'ясування питання про те, чи перейшла чума раків до нас із Заходу (з Німеччини), або ж проникла вперше через Дунай і Дніпро. Взагалі простежити шляхи розповсюдження епідемії раків дуже важко через деяке різноголосся повідомлень з різних місць російської кореспонденції. У 1900–1901 рр. чума раків, спустошила більшість водойм Європейської Росії, стала стихати і місцями раки почали з'являтися знову в руїнах водойм.
Судячи з численних повідомлень, в західних і південно-західних губерніях, де промисел раків отримав за останнє десятиліття дуже значне поширення, велику роль у справі поширення чума раків грали самі торговці і особливо закордонні експортери, які поширювали через своїх агентів-скупників всюди особливі пастки для раків («бучі»), привезені ними з-за кордону після вживання їх там у свідомо зачумлених водоймах. В усякому разі, таким або подібним шляхом мало відбуватися констатовані в багатьох місцях зараження абсолютно ізольованих водойм і перекидання зарази через досить великі відстані. Так, наприклад, відомий випадок безпосереднього занесення зарази з Подільської губернії в басейн річки Оки разом з транспортом хворих раків.
Ще чудовіший факт проникнення чума раків навіть у водойми Західного Сибіру (Тобольська губернія), тобто через Уральський хребет. З великим ступенем ймовірності можна припустити, що торговці раками багато сприяли тому надзвичайно широкому поширенню чума раків, яке спостерігалося в Росії, де тільки лише кілька центральних губерній були більш-менш помилувані епідемією, тоді як у всіх інших промисел раками, що становить все-таки досить важливий підсобний промисел для населення, завдяки чумі сильно скоротився, а місцями і зовсім припинився.

## Етіологія
Що стосується етіології чуми раків, то роботами мюнхенського професора Гофера, виробленими нещодавно, встановлено з переконливістю, що збудником чуми раків є особливий вид бактерії — Bacterium pestis Astaci, що представляє форму рухомої палички в 1,0-1,5 μ довжини і 0,25 μ ширини, закругленою з кінців і має декілька тоненьких джгутиків. Чиста культура цієї бактерії, прищеплена абсолютно здоровим ракам, викликає у них смерть, при наявності всіх характерних симптомів чуми, до яких відносяться:
1. неспокійне повзання і бадьорість удень (тоді як здорові раки вилазять зі своїх нір і сховищ лише вночі);
2. загальна млявість і слабкість (вони перестають щипати клешнями);
3. клешні і ноги в них легко відламуються у всіх своїх суглобах і піддаються іноді судомам;
4. при повзанні вони тримаються на піднятих ногах (наче на ходулях);
5. їх шийка відстає (відвисає) від спинки.

Слід зауважити, що рак взагалі дуже сприйнятливий до різного роду інфекцій, бо кров його, мабуть, зовсім позбавлена тих бактерицидних (які вбивають бактерій) властивостей, що притаманні іншим, особливо теплокровним, тваринам. Ця безпорадність рака в боротьбі з бактеріями посилюється ще і недосконалістю будови його кровоносної системи, кінцеві розгалуження, які є не замкнутими, а сполучаються лише з порожнинами (лакунами або синусами) між окремими органами і позбавлені здатності викликати місцеві, диференційовані припливи крові, тобто, іншими словами, — проникнення бактерій в організм рака не викликає так званого запалення, за допомогою якого інші тварини, що мають замкнуту кровоносну систему з найтоншими капілярами у всіх ділянках тіла, так успішно борються з різного роду інфекціями (фагоцитоз).
Ось чому ця чума і виробляє такі страшні спустошення серед раків. Після появи у водоймі зараза поширюється поступово далі, бо хворих і мертвих раків пожирають їх здорові товариші, а зараження раків, як показали досліди професора Гофер, здійснені у водах Ліфляндії і Курляндії, відбувається головним чином через кишечник. Крім того, у поширенні зарази грають роль і риби, які смикають трупи раків і можуть розносити чумні бактерії своїми екскрементами або разом зі слизом, що покриває їх тіло. Зараження здорових раків через саму воду також може бути, але воно припиняється на відомій відстані від зачумленого району; так, наприклад, у річці раки, посаджені в дірчасті ящики (садки) на відстані 15-20 км від зачумленої ділянки річки вниз за течією, залишаються неушкодженими, тоді як ті ж раки захворюють неминуче, якщо до них кинути на поталу загиблого від чуми або тільки що ще хворого рака.
Чума раків має власне однакову можливість поширюватися і вниз, і вгору за течією, але частіше, мабуть, спостерігається її рух вгору за течією. Щоб припинити подальше поширення чуми раків у якій-не-будь невеликій річці, можна вдатися до негашеного вапна, яке кидають у воду в кількості 10-50 центнерів (30-150 пудів, залежно від розміру водойми), на відстані близько 0,5 км вище зачумленого району: тоді гине на відомому протязі все живе, що було в річці, і здорові раки, що перебувають вище, будуть ізольовані від чумного району, бо у своїх пошуках за їжею не поткнуться, звичайно, в спустошену й неживу ділянку річки. Хоча застосування цього до певної міри героїчного способу буває пов'язане з загибеллю значної кількості риби, але іноді, перед цією жертвою зупинятися не доводиться, і в Ліфляндії цей спосіб неодноразово застосовувався за порадою професора Гофер.
Крім того, останнім часом заговорили ще про попередню імунізацію раків, призначених для заселення того чи іншого водоймища, шляхом щеплення їм ослаблених культур чумний бактерії, але сумніваємося, щоб це могло мати практичне значення. Деякі річки і самі захищені бувають від проникнення чуми раків у всі їхні ділянки тим, що мають або численні греблі або перекати і швидкі пороги. При заселенні спустошених чума водойм треба поставити собі за правило не заселяти водойми раками раніше 1-2 років з того моменту, коли Рачача чума абсолютно в ньому припинилася. Як профілактичний захід необхідно стежити за тим, щоб раків або зовсім не ловили старими пастками і мережами, привезеними з інших місць, або допускати ці знаряддя тільки лише після ґрунтовної їх дезінфекції у вапняній воді.

## Причини зараження
Здорові раки заражаються елементарним шляхом — під час поїдання інфікованих кормів, при заковтуванні забрудненої спорами гриба води, шляхом проникнення бродячих спор через травмований покрив і зябра, при диханні. Крім того, зараження може статися за сумісного мешкання в одній водоймі хворих і здорових раків.
Якщо інфекція потрапила у водойму вперше, то вона дуже часто вражає усе місцеве не імунне стадо раків, спричиняючи загибель майже всієї популяції.

## Методи боротьби з захворюванням
Для запобігання чуми особливу увагу слід приділити завезенню раків. Завозити їх треба тільки з благополучних водойм і витримувати на профілактичному карантині упродовж 3-4 тижнів. При появі захворювання рекомендується проводити максимальний вилов хворих раків, здорових реалізовувати на місці для споживання. Стави дезінфікувати негашеним вапном з розрахунку 30-40 ц/га, а також знаряддя вилову та інвентар. Нове зарибнення проводити не раніше ніж через 2 роки, попередньо зробивши біопробу на невеликій партії здорових раків.